# André Foussat
Pour les articles homonymes, voir Foussat.
 (septembre 2022).
La mise en forme du texte ne suit pas les recommandations de Wikipédia : il faut le « wikifier ».
Les points d'amélioration suivants sont les cas les plus fréquents. Le détail des points à revoir est peut-être précisé sur la page de discussion.
- Les titres sont pré-formatés par le logiciel. Ils ne sont ni en capitales, ni en gras.
- Le texte ne doit pas être écrit en capitales (les noms de famille non plus), ni en gras, ni en italique, ni en « petit »…
- Le gras n'est utilisé que pour surligner le titre de l'article dans l'introduction, une seule fois.
- L'italique est rarement utilisé : mots en langue étrangère, titres d'œuvres, noms de bateaux, etc.
- Les citations ne sont pas en italique mais en corps de texte normal. Elles sont entourées par des guillemets français : « et ».
- Les listes à puces sont à éviter, des paragraphes rédigés étant largement préférés. Les tableaux sont à réserver à la présentation de données structurées (résultats, etc.).
- Les appels de note de bas de page (petits chiffres en exposant, introduits par l'outil «  Source ») sont à placer entre la fin de phrase et le point final[comme ça].
- Les liens internes (vers d'autres articles de Wikipédia) sont à choisir avec parcimonie. Créez des liens vers des articles approfondissant le sujet. Les termes génériques sans rapport avec le sujet sont à éviter, ainsi que les répétitions de liens vers un même terme.
- Les liens externes sont à placer uniquement dans une section « Liens externes », à la fin de l'article. Ces liens sont à choisir avec parcimonie suivant les règles définies. Si un lien sert de source à l'article, son insertion dans le texte est à faire par les notes de bas de page.
- La présentation des références doit suivre les conventions bibliographiques. Il est recommandé d'utiliser les modèles {{Ouvrage}}, {{Chapitre}}, {{Article}}, {{Lien web}} et/ou {{Bibliographie}}. Le mode d'édition visuel peut mettre en forme automatiquement les références.
- Insérer une infobox (cadre d'informations à droite) n'est pas obligatoire pour parachever la mise en page.

Pour une aide détaillée, merci de consulter Aide:Wikification.
Si vous pensez que ces points ont été résolus, vous pouvez retirer ce bandeau et améliorer la mise en forme d'un autre article.
Marcel, André dit André Foussat est né le 29 août 1911 à Chaptelat (Haute-Vienne), est un résistant et homme politique français.

## Biographie
Résistant pendant la guerre, il est responsable cantonal des Mouvements unis de la Résistance (MUR) avec Jean Moulin et propagandiste clandestin de la confédération générale agricole. Prisonnier de guerre en Allemagne, il s'évade en 1942 grâce à une petite boussole qu'il aura fabriquée.
Après la Libération, il devient maire de Chaptelat - réélu en 1947 et en 1953 - et conseiller général de Nieul, mandat qui lui sera renouvelé en 1951 et en 1958.
Il décède le 13 janvier 1969 à Chaptelat.
Il est membre de la première et de la seconde Assemblée nationale constituante (Haute-Vienne).
Né à Chaptelat dans la Haute-Vienne et agriculteur dans cette commune, André Foussat milite au sein d'organismes professionnels. Il sera secrétaire général de la Fédération départementale des syndicats d'exploitants agricoles (FDSEA) et accèdera aux présidences de la Chambre d'agriculture et du Conseil d'administration des Mutuelles agricoles.
21 octobre 1945: Pour la première Assemblée nationale Constituante, il figure en troisième position sur la liste de la SFIO qu'elle présente dans la Haute-Vienne. Liste conduite par Adrien Tixier. Avec plus de 50 % des suffrages exprimés les socialistes arrivent en tête et obtiennent trois des cinq sièges à pourvoir, les deux autres revenant à la liste communiste dirigée par Marcel Paul (près de 34 % des voix).
À la mort d'Adrien Tixier et alors que le second sur la liste SFIO de 1945 Gaston Charlet ne se représente pas, André Foussat occupe la seconde place sur la liste SFIO conduite alors par Jean Le Bail, professeur d'université, aux élections du 2 juin 1946 pour la seconde Assemblée nationale Constituante. Distancé par le Parti communiste (38,1 % contre 36,5 % des suffrages exprimés) la SFIO perd un élu au profit du MRP (21,1 % des voix).Il ne fut pas candidat aux législatives de novembre, la fédération se divisant sur les candidatures. Il fut représenté en 1951 à une place non-éligible (3e). Il siégea par la suite régulièrement à la Commission administrative fédérale et au bureau fédéral socialiste où il était responsable des questions agricoles. C’est dans ce domaine qu’il s’était en effet spécialisé, participant à tous les organismes départementaux et même aux instances nationales du monde paysan.
En 1947, il épouse Jeanne Moscavit, dite la « Jeannette » dans les réseaux de résistance de 39-45 (un des plus importants réseaux ouvriers résistants de la cité des Coutures à Limoges, dénoncé en 1942).
« Aux deux Assemblées nationales Constituantes, André Foussat siège à la Commission de l'agriculture et du ravitaillement. Il dépose une proposition de loi tendant à l'institution d'un office national de la pomme de terre et intervient le 26 septembre 1946, au cours d'une discussion budgétaire, pour soutenir un amendement de Marcel Champeix, concernant le rétablissement de la jumenterie de Pompadour en Corrèze. Il vote, selon les orientations de la SFIO, pour les nationalisations et pour les projets de Constitution de la IVe République (19 avril et 28 septembre 1946). » dixit assemblee-nationale.fr/histoire/biographies
André Foussat fut suppléant de Louis Longequeue, député maire de Limoges de 1962 à 1967, qui représentait la troisième circonscription de la Haute-Vienne. Il était, depuis au moins 1957, vice-président du conseil général mais fut battu au renouvellement des cantonales en 1964, par le communiste Desvignes (972 suffrages contre 1 191). Le 1er juillet 1966, il fut désigné comme directeur de la coopérative agricole d’action sanitaire et sociale de la Haute-Vienne.
SOURCES : Arch. Nat., CARAN, F/7/15517(B), no 5304. F/1cIV/155. CAC, 19830172, art. 75. — Le Monde, 15 janvier 1969. — Renseignements fournis par la mairie de Chaptelat, 2 novembre 1976.